# El fill de Caroline
El fill de Caroline  (títol original en francès:Le fils de Caroline chérie) és una pel·lícula francesa dirigida per Jean Devaivre el 1954, estrenada el 1955. Ha estat doblada al català.

## Argument[2]
Durant l'ocupació d'Espanya per les tropes napoleòniques, Juan d'Aranda es distingeix per la seva valentia i també pels seus èxits femenins. Ignorant els seus orígens francesos, combatrà primer amb els guerillers, després sota els ordres del general Gaston de Sallanches que resultarà ser el seu pare. Una jove i innocent Brigitte Bardot interpreta la germana de l'oficial francès Juan d'Aranda. La seva atracció mutua tortura les seves ànimes, i els porta a una sèrie de situacions còmiques... Diverses dones trauran Juan d'Aranda de situacions crítiques: Teresa, una jove camperola, la duquessa d'Albuquerque, seduïda per la seva presència, però el seu cor pertany a la bella Pilar.

## Repartiment
- Jean-Claude Pascal: Juan d'Aranda/de Sallanches
- Sophie Desmarets: La duquessa Laura d'Albuquerque
- Brigitte Bardot: Pilar d'Aranda
- Jacques Dacqmine: El general Gaston de Sallanche
- Magali Noël: Teresa
- Georges Descrières: El tinent Tinteville
- Alfred Adam: El general Lasalle
- Micheline Gary: Conchita d'Aranda
- Germaine Dermoz: La comtessa d'Aranda
- Daniel Ceccaldi: El tinent Bogard
- Robert Dalban: el capità dels gendarmes
- Jean Debucourt: El pare superior
- Charles Deschamps: L'oncle de Juan
- Albert Dinan: El tinent Guéneau
- Jean Galland: El Marqués de Villa-Campo
- Bernard Lajarrige: Lavaux, l'ordenança de Juan
- Robert Manuel: El Rei Josep
- Sylvie Pelayo: La jove noia rossa
- Marcel Pérès: Fregos, cap dels guerillers
- Pascale Roberts: Una amiga del general de Sallanches
- Michel Etcheverry: El Capellà
- Marcel Bozzuffi: Un soldat